# Steven MacLean
Steven "Steve" Glenwood MacLean (Ottawa, 14 december 1954) is een Canadees voormalig ruimtevaarder. MacLean zijn eerste ruimtevlucht was STS-52 met de spaceshuttle Columbia en vond plaats op 22 oktober 1992. Tijdens de missie werd de Laser Geodynamic satelliet (LAGEOS-2) in een baan rond de aarde gebracht. Tevens werd er onderzoek gedaan met de United States Microgravity Payload (USMP-1).
MacLean werd in 1983 geselecteerd als astronaut. In totaal heeft hij twee ruimtevluchten op zijn naam staan. Tijdens zijn missies maakte hij één ruimtewandeling. In 2008 ging hij als astronaut met pensioen. Van 2008 t/m 2013 was hij directeur van de Canadian Space Agency. 